# Stary cmentarz żydowski w Bytomiu
Stary cmentarz żydowski w Bytomiu – żydowski cmentarz w Bytomiu, założony w 1720 roku, zlikwidowany w 1965 roku, wpisany do rejestru zabytków nieruchomych województwa śląskiego.
Była to pierwsza żydowska nekropolia w Bytomiu, pochowano na niej m.in. czterech rabinów Bytomia, ostatni pochówek odbył się w 1897 roku. W 1965 roku powierzchnia cmentarza została zlikwidowana, obecnie po cmentarzu pozostał niezabudowany plac pomiędzy kamienicami.

## Historia
Cmentarz powstał na wałach miejskich w pobliżu bramy Gliwickiej w 1720 roku, choć grunt na założenie pierwszego bytomskiego cmentarza żydowskiego ofiarował Izraelowi Böhmowi hrabia Lazarus Henckel von Donnersmarck na mocy dokumentu z 7 stycznia 1732 roku. Społeczność żydowska otrzymała teren o powierzchni 1750 m², jednak Böhmowie uważali otrzymaną działkę za swoją własność i pobierali opłaty za pochówek. 13 marca 1789 roku burmistrz Bytomia nakazał zwrócić gminie żydowskiej prawa do cmentarza. Oprócz mieszkańców Bytomia dokonywano tamże pochówków osób z 14 okolicznych miejscowości, m.in. z Bobrka, Chorzowa Starego, Królewskiej Huty, Piekar, Siemianowic, Wirka, Zabrza. Cmentarz został powiększony w 1810 roku oraz ogrodzony kamiennym murem. W 1848 roku powiększono teren cmentarza o 2600 m² dzięki zakupowi odcinka wałów miejskich. Mur ogrodzeniowy o wysokości 2,5 m odnowiono w październiku 1866 roku, na prawo od wejścia przylegał do niego tylną ścianą dom przedpogrzebowy, zbudowany na rzucie prostokąta. W 1884 roku nekropolia została wyposażona w kanalizację, którą wykonał mistrz murarski Kowollik pod nadzorem architekta Paula Jackischa. Na cmentarzu oprócz tradycyjnych macew stawiano także sarkofagi. Ostatni pochowek odbył się w 1897 roku.
Po nocy kryształowej (1938) miasto zabrało gminie żydowskiej cmentarz uznany wówczas za nieużywany i zobowiązywało się przenieść z jego obszaru macewy na teren nowego cmentarza żydowskiego przy ul. Piekarskiej (do czego nie doszło), a także wypłacić odszkodowanie w wysokości 50 750 marek za utracony grunt. W 1939 roku właścicielem cmentarza zostało Zrzeszenie Żydów w Niemczech. Cmentarz przetrwał II wojnę światową. Budynek domu przedpogrzebowego został rozebrany prawdopodobnie w połowie XX wieku. Cmentarz zlikwidowano z polecenia władz miasta w 1965 roku, macewy przewieziono na cmentarz komunalny w Bytomiu, gdzie były składowane do 1991 roku (zlikwidowano jednak tylko powierzchnię bez ekshumacji). Teren przeznaczono pod zabudowę w 1965 roku; ostatecznie po cmentarzu pozostał pusty plac o powierzchni około 0,2 ha, otoczony kamienicami, a na części, gdzie nie dokonywano pochówków, został wzniesiony budynek. 
W styczniu 1990 roku rozpoczęto prace zmierzające do ich inwentaryzacji, po rozłożeniu stosu macew zostały one przewiezione do Muzeum Górnośląskiego w Bytomiu, inskrypcje zostały sfotografowane i przetłumaczone na język angielski. Zachowało się co najmniej 14 macew oraz 50 fragmentów, najstarsza z 1757 roku. Ze starych macew tworzono od 1989 roku lapidarium – ścianę pamięci na terenie cmentarza żydowskiego przy ul. Piekarskiej w Bytomiu; znalazła się tam m.in. podwójna dwujęzyczna granitowa macewa rabinów Mosesa Israela Freunda i Mendla Cohna z 1897 roku oraz dwie macewy z XVIII wieku. Ścianę pamięci zaprojektował architekt Marek Miodoński z rzeźbiarzem Stanisławem Pietrusą, odsłonięto ją 11 maja 1995 roku. Nekropolię upamiętnia także tablica pamiątkowa z inskrypcją o treści: „TUTAJ BYŁ CMENTARZ ŻYDOWSKI / CZYNNY OD POCZĄTKU XVIII / DO KOŃCA XIX WIEKU / POŁOŻONY NA ŚREDNIOWIECZNYM / WALE OBRONNYM” przy bramie budynku przy ul. Piastów Bytomskich 3, który powstał na terenie cmentarza, przez którą można wejść na teren nekropolii. W 2013 roku znaleziono dwa fragmenty żeliwnych macew, które przekazano do Muzeum Górnośląskiego w Bytomiu. W 2015 roku podczas wykopu pod izolację pod powierzchnią ziemi znaleziono kilka macew oraz fragmenty ludzkich kości, które następnie zasypano. Bytomskie Stowarzyszenie Kultury Żydowskiej złożyło w 2016 roku wniosek o objęcie cmentarza ochroną konserwatorską. Cmentarz został wpisany do rejestru zabytków nieruchomych województwa śląskiego 8 października 2019 roku pod numerem A/554/2019. Na terenie cmentarza nie zachował się żaden nagrobek, a teren nie jest ogrodzony.

### Pochowani
- Moses Israel Freund (ur. 1743, zm. 1813) – rabin Bytomia[7]
- Mendel Cohn (ur. 1774, zm. 1829) – rabin Bytomia[7]
- Israel Deutsch (ur. 1800, zm. 1853) – rabin Bytomia[7]
- Jakub Jecheskel Löwy (ur. 1814, zm. 1864) – rabin Bytomia[5]
- Julius Levy (zm. 1864) – właściciel fabryki alkoholi[5]
- Symeon Friedländer – bytomski przemysłowiec, założyciel kopalni Magdalena w Dąbrowie Miejskiej oraz huty cynku Klara[5]

## Galeria

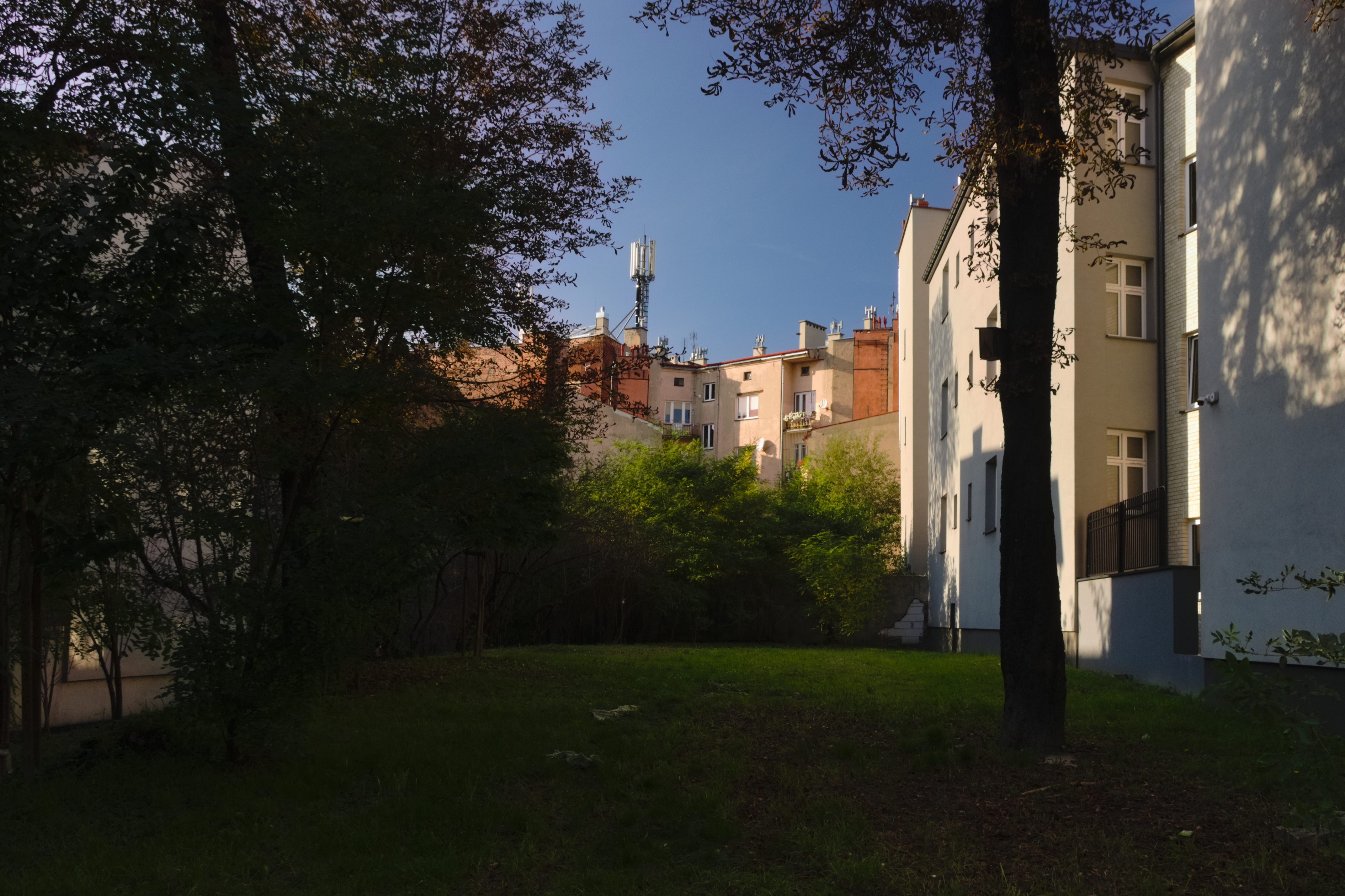
Teren cmentarza po likwidacji (2020)
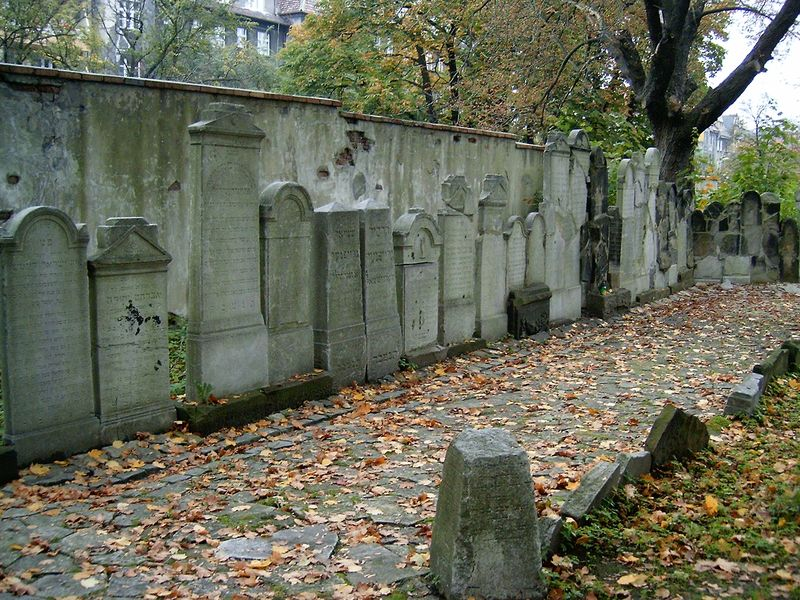
Ściana pamięci (2007)
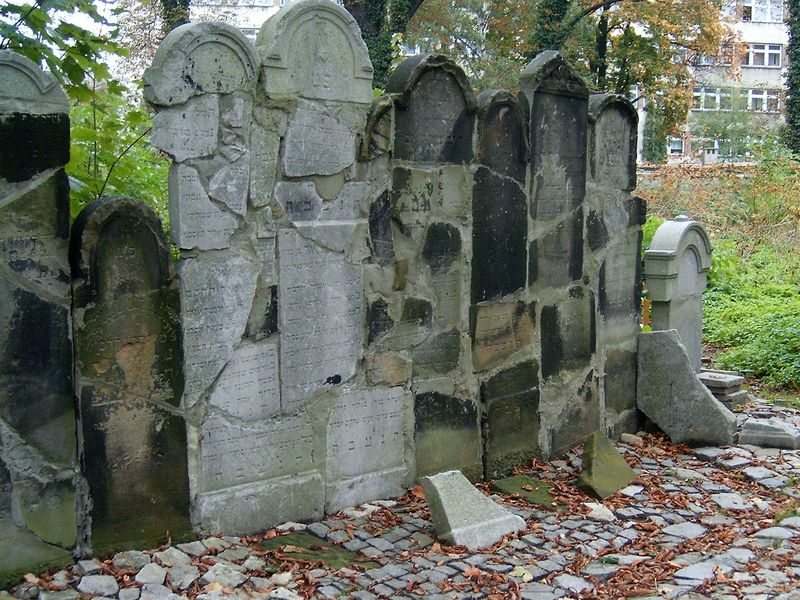
Ściana pamięci (2007)
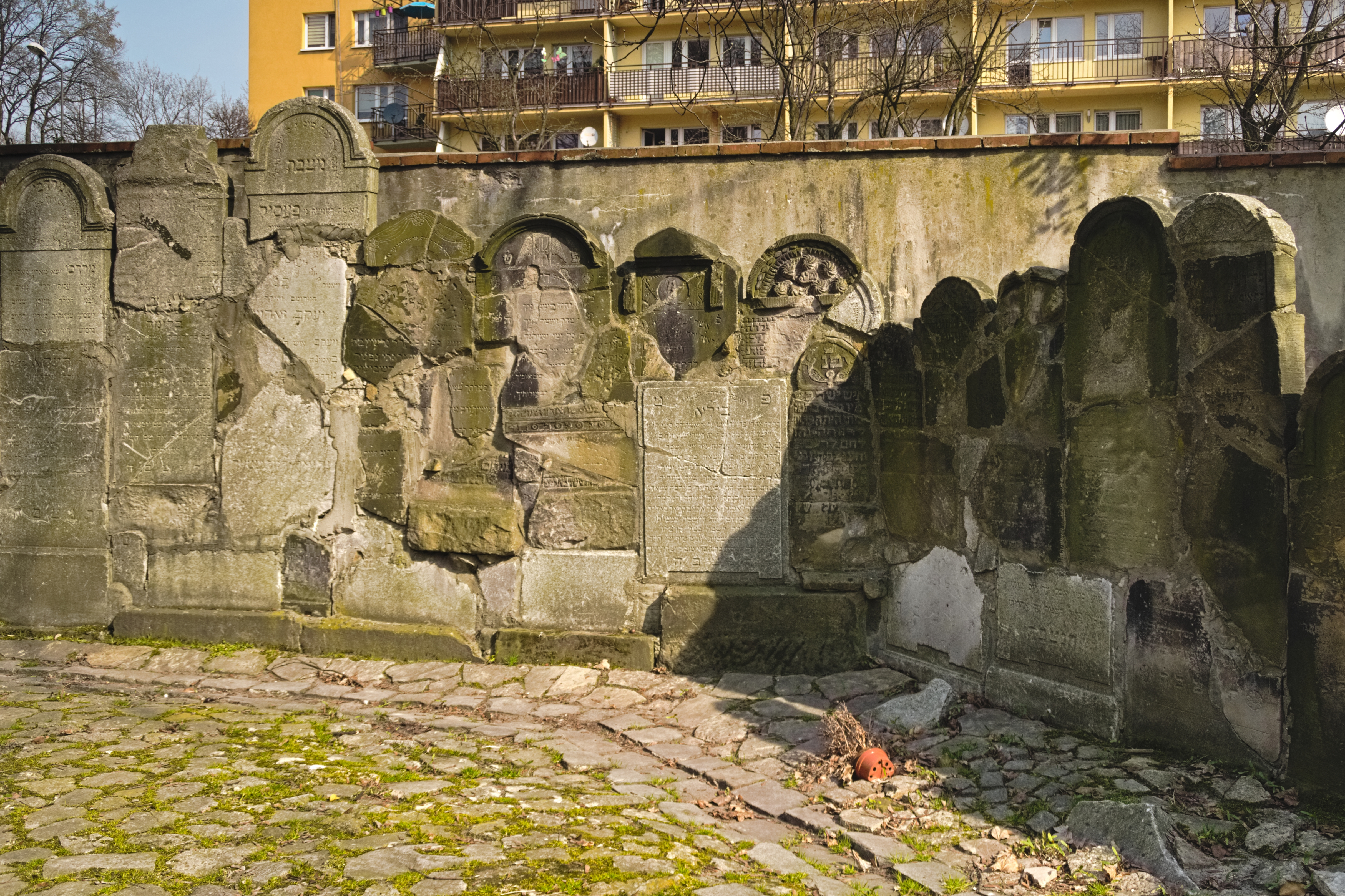
Ściana pamięci (2019)